# Icaros
Icaros est une distribution du système d'exploitation libre et open-source AROS (compatible Amiga).